# Liste der Ministerien in Peru
Diese Liste beinhaltet die Ministerien der Regierung in Peru.
| Logo | Name                                                        | Portfolio                                       | Amtssitz | Gründung                                                         |
| ---- | ----------------------------------------------------------- | ----------------------------------------------- | -------- | ---------------------------------------------------------------- |
|      | Presidencia del Consejo de Ministros                        | Vorsitz im Ministerrat                          |          | 1856                                                             |
|      | Ministerio de Relaciones Exteriores                         | Auswärtiges                                     |          | 1821                                                             |
|      | Ministerio de Defensa del Perú                              | Verteidigung                                    |          | 1987                                                             |
|      | Ministerio de Economía y Finanzas                           | Wirtschaft und Finanzen                         |          | 1821                                                             |
|      | Ministerio del Interior                                     | Inneres                                         |          | 1968                                                             |
|      | Ministerio de Justicia y Derechos Humanos                   | Justiz und Menschenrechte                       |          | 1826                                                             |
|      | Ministerio de Educación                                     | Bildung                                         |          | 1837                                                             |
|      | Ministerio de Salud                                         | Gesundheit                                      |          | 1935                                                             |
|      | Ministerio de Desarrollo Agrario y Riego                    | landwirtschaftliche Entwicklung und Bewässerung |          | 1943                                                             |
|      | Ministerio de Trabajo y Promoción del Empleo                | Arbeit und Beschäftigungsförderung              |          | 1949                                                             |
|      | Ministerio de la Producción del Perú                        | Produktion                                      |          | 2002                                                             |
|      | Ministerio de Comercio Exterior y Turismo                   | Außenhandel und Tourismus                       |          | 2002                                                             |
|      | Ministerio de Energía y Minas                               | Energie und Bergbau                             |          | 1968                                                             |
|      | Ministerio de Transportes y Comunicaciones del Perú         | Verkehr und Kommunikation                       |          | 1896                                                             |
|      | Ministerio de Vivienda, Construcción y Saneamiento del Perú | Wohnungswesen, Bauwesen und Sanitärversorgung   |          | 1969 (Wohnen) 2002 (Wohnungsbau, Bauwesen und Sanitärversorgung) |
|      | Ministerio de la Mujer y Poblaciones Vulnerables            | Frauen und gefährdete Bevölkerungsgruppen       |          | 1996                                                             |
|      | Ministerio del Ambiente                                     | Umwelt                                          |          | 2008                                                             |
|      | Ministerio de Cultura                                       | Kultur                                          |          | 2010                                                             |
|      | Ministerio de Desarrollo e Inclusión Social                 | Entwicklung und soziale Eingliederung           |          | 2011                                                             |